# Ścigłówka

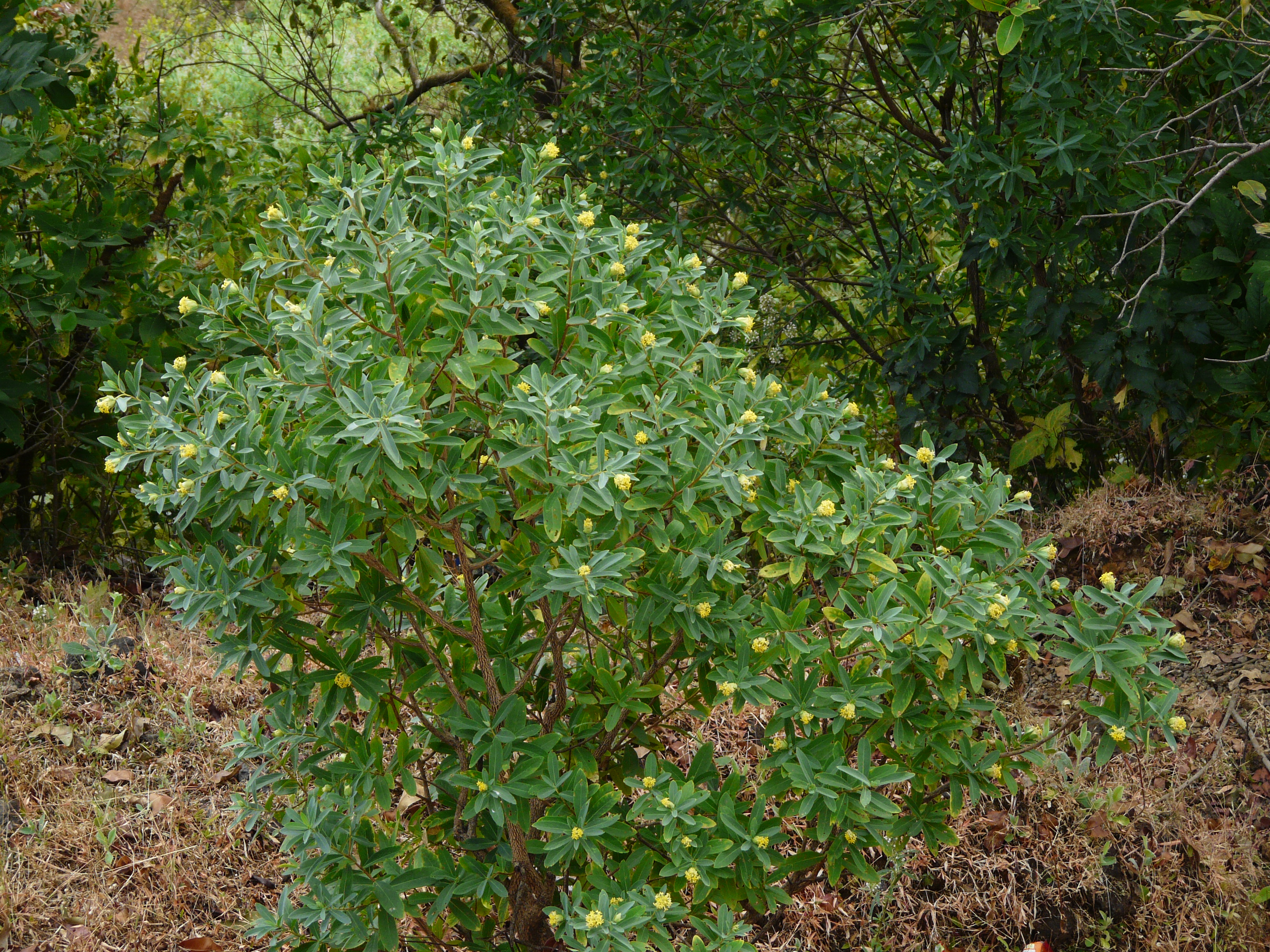
Gnidia glauca

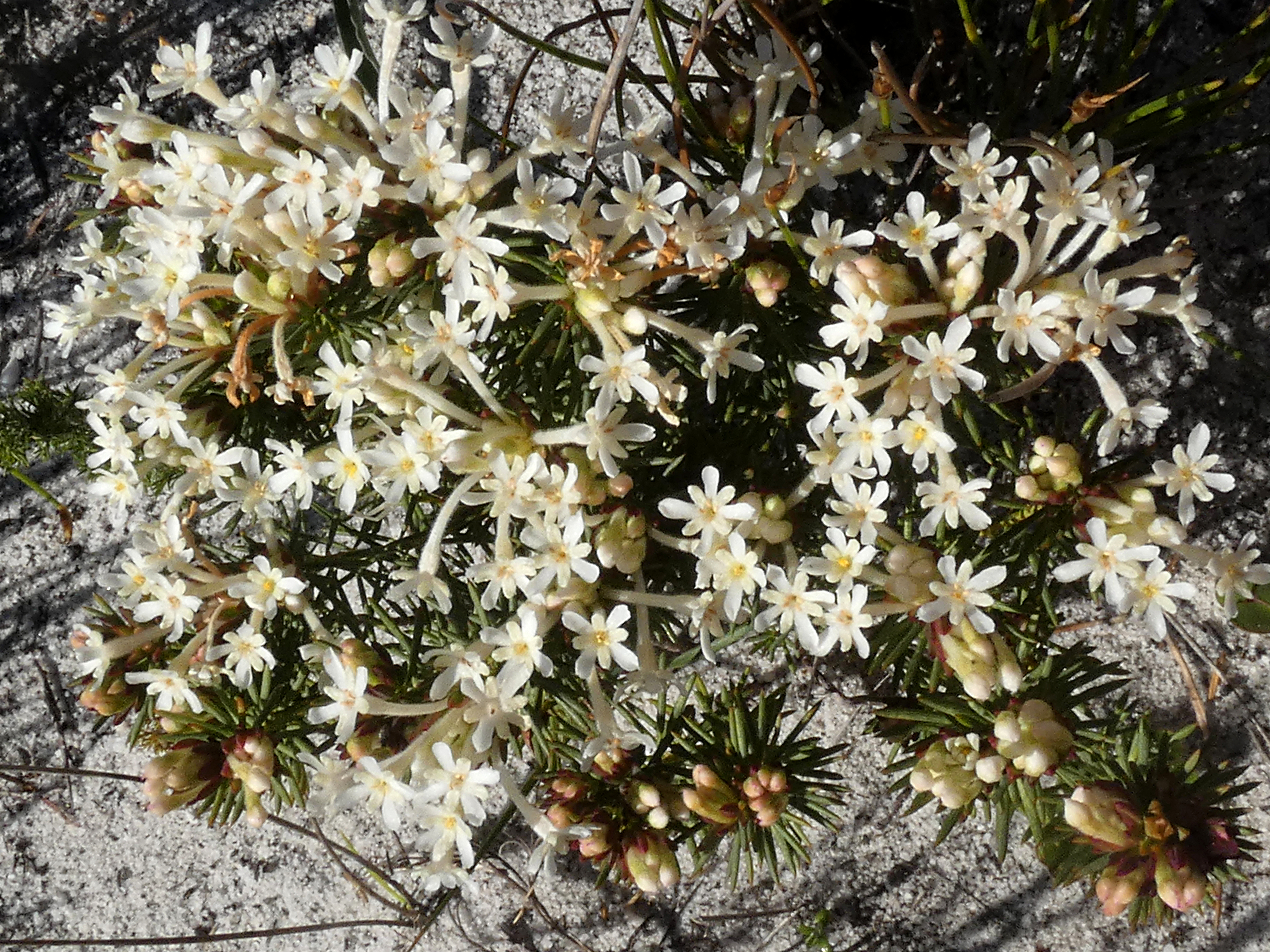
Gnidia pinifolia

Ścigłówka (Gnidia) L. – rodzaj roślin z rodziny wawrzynkowatych. Obejmuje ok. 100 gatunków. Występują one w środkowej i południowej Afryce oraz na Madagaskarze, a introdukowane także na Wyspach Kanaryjskich i Maderze (rośnie tam Gnidia polystachya).

## Morfologia
PokrójKrzewy lub małe drzewa.
LiścieZwykle skrętoległe, rzadko naprzeciwległe. Zazwyczaj kseromorficzne (erikoidalne).
KwiatyZwykle zebrane w szczytowe kwiatostany, rzadko pojedyncze. Często wsparte okrywą. Kwiaty obupłciowe, zwykle siedzące. Rurka kwiatowa cylindryczna lub lejkowata. Cztery (rzadziej 5) działki kielicha krótsze od rurki, zwykle rozłożyste. Płatki korony 1-2-3-krotnie liczniejsze od działek kielicha, czasami klapowane, niekiedy lekko zrośnięte u nasady. 8–10 pręcików położonych w dwóch okółkach, rzadziej szczątkowe lub nieobecne. Nitki pręcików krótkie lub nieobecne. Tarczka miseczkowata, czasami klapowana, rzadko szczątkowa lub nieobecna. Zalążnia siedząca. Szyjka słupka dłuższa od zalążni.
OwoceSuche i drobne. Owocnia błoniasta.

## Systematyka
Jeden z rodzajów w rodzinie wawrzynkowatych Thymelaeaceae. W szerokim ujęciu (przed wyłączeniem rodzaju Lasiosiphon) zaliczano tu ok. 160 gatunków sięgających na północy po Półwysep Arabski, zachodnie Indie i Sri Lankę.
Wykaz gatunków
- Gnidia aberrans C.H.Wright
- Gnidia anomala Meisn.
- Gnidia apiculata (Oliv.) Gilg
- Gnidia bambutana Gilg & Ledermann ex Engl.
- Gnidia baumiana Gilg
- Gnidia baurii C.H.Wright
- Gnidia burmanni Eckl. & Zeyh. ex Meisn.
- Gnidia caniflora Meisn.
- Gnidia cayleyi C.H.Wright
- Gnidia chapmanii B.Peterson
- Gnidia chrysantha (Solms ex Schweinf.) Gilg
- Gnidia chrysophylla Meisn.
- Gnidia clavata Schinz
- Gnidia compacta (C.H.Wright) J.H.Ross
- Gnidia coriacea Meisn.
- Gnidia decurrens Meisn.
- Gnidia dekindtiana Gilg
- Gnidia dumicola S.Moore
- Gnidia ericoides C.H.Wright
- Gnidia fastigiata Rendle
- Gnidia flanaganii C.H.Wright
- Gnidia foliosa (H.Pearson) Engl.
- Gnidia francisci Bolus
- Gnidia fraterna (N.E.Br.) E.Phillips
- Gnidia fruticulosa Gilg
- Gnidia fulgens Welw.
- Gnidia galpinii C.H.Wright
- Gnidia geminiflora E.Mey. ex Meisn.
- Gnidia goetzeana Gilg
- Gnidia gossweileri (S.Moore) B.Peterson
- Gnidia gymnostachya (Meisn.) Gilg
- Gnidia harveyana Meisn.
- Gnidia hirsuta (L.) Thulin
- Gnidia hockii De Wild.
- Gnidia humilis Meisn.
- Gnidia imbricata L.f.
- Gnidia inconspicua Meisn.
- Gnidia insignis Compton
- Gnidia involucrata Steud. ex A.Rich.
- Gnidia juniperifolia Lam.
- Gnidia kasaiensis S.Moore
- Gnidia kundelungensis S.Moore
- Gnidia kuntzei Gilg
- Gnidia laxa (L.f.) Gilg
- Gnidia leipoldtii C.H.Wright
- Gnidia linearifolia (Wikstr.) B.Peterson
- Gnidia linoides Wikstr.
- Gnidia meyeri Meisn.
- Gnidia mollis C.H.Wright
- Gnidia multiflora Bartl. ex Meisn.
- Gnidia myrtifolia C.H.Wright
- Gnidia nana (L.f.) Wikstr.
- Gnidia neglecta Z.S.Rogers
- Gnidia newtonii Gilg
- Gnidia nitida Bolus ex C.H.Wright
- Gnidia nodiflora Meisn.
- Gnidia obtusissima Meisn.
- Gnidia oliveriana Engl. & Gilg
- Gnidia oppositifolia L.
- Gnidia orbiculata C.H.Wright
- Gnidia pallida Meisn.
- Gnidia parviflora Meisn.
- Gnidia parvula Dod
- Gnidia penicillata Licht. ex Meisn.
- Gnidia phaeotricha Gilg
- Gnidia pinifolia L.
- Gnidia pleurocephala Gilg
- Gnidia poggei Gilg
- Gnidia polystachya P.J.Bergius
- Gnidia propinqua (Hilliard) B.Peterson
- Gnidia quadrifaria C.H.Wright
- Gnidia quarrei A.Robyns
- Gnidia racemosa Thunb.
- Gnidia rendlei Hiern
- Gnidia renniana Hilliard & B.L.Burtt
- Gnidia robynsiana Lisowski
- Gnidia rubrocincta Gilg
- Gnidia scabra Thunb.
- Gnidia scabrida Meisn.
- Gnidia sericea L.
- Gnidia setosa Wikstr.
- Gnidia simplex L.
- Gnidia singularis Hilliard
- Gnidia sonderiana Meisn.
- Gnidia sparsiflora Bartl. ex Meisn.
- Gnidia spicata (L.f.) Gilg
- Gnidia squarrosa (L.) Druce
- Gnidia stellatifolia Gand.
- Gnidia stenophylla Gilg
- Gnidia strigillosa Meisn.
- Gnidia styphelioides Meisn.
- Gnidia subulata Lam.
- Gnidia tenella Meisn.
- Gnidia thesioides Meisn.
- Gnidia tomentosa L.
- Gnidia usafuae Gilg
- Gnidia variabilis (C.H.Wright) Engl.
- Gnidia variegata Gand.
- Gnidia virescens Wikstr.
- Gnidia welwitschii Hiern
- Gnidia wickstroemiana Meisn.
- Gnidia woodii C.H.Wright

## Nazewnictwo
Etymologia nazwy naukowejNazwa rodzajowa pochodzi od starożytnego miasta Knidos (Gnidos) w Karii.
Nazwy zwyczajowe w języku polskimW roku 1894 Erazm Majewski w Słowniku nazwisk zoologicznych i botanicznych polskich... podał dwie polskie nazwy rodzaju Gnidia: ścigłówka oraz żurawice. W Słowniku polskich imion rodzajów oraz wyższych skupień roślin z roku 1900 Józef Rostafiński wymienił nazwy ścigłówka, żurawiec i gnidya. Nazwa rodzajowa ścigłówka dla Gnidia została wskazana w Słowniku ortograficznym i prawidłach pisowni polskiej S. Jodłowskiego i W. Taszyckiego.
Synonimy taksonomiczne
- Arthrosolen C.A.Mey.
- Basutica Phillips
- Canalia F.W.Schmidt
- Craspedostoma Domke
- Dessenia Adans.
- Epichrocantha Eckl. & Zeyh. ex Meisn.
- Gnidiopsis Tiegh.
- Nectandra P.J.Bergius
- Pseudognidia E.Phillips
- Rhytidosolen Tiegh.
- Struthia Royen ex L.
- Struthiolopsis E.Phillips
- Thymelina Hoffmanns.
- Trimeiandra Raf.

## Zastosowanie
Niektóre gatunki ścigłówki, choć trujące, są używane w Afryce jako rośliny lecznicze, na przykład G. chrysantha stosowana jest na gorączkę, choroby skóry, cukrzycę i ugryzienia owadów. 